# Sundsätt
Sundsätt är en by i Härjedalen, cirka 3 km nordost om Sveg. 
Sundsätt är en av de äldsta byarna i Härjedalen och är troligen från 1300-talet. Idag är bara sex gårdar bebodda året om.